# Demetrius Hryhorak

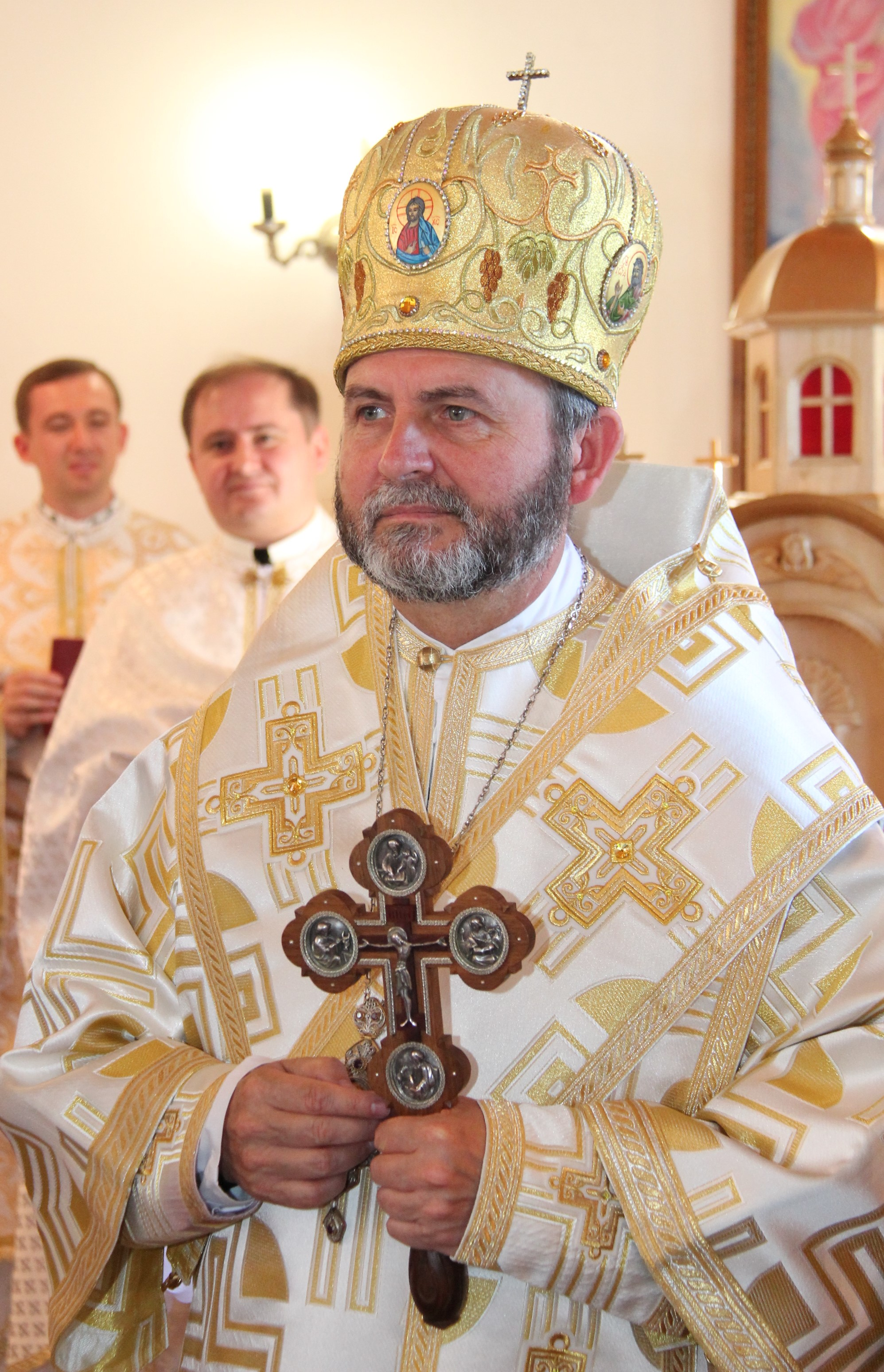
Bischof Demetrius Hryhorak OSBM (2016)

Wappen

Demetrius Bohdan Hryhorak OSBM, auch Dmytro Hryhorak oder Dimitri Hryhorak (* 1. Januar 1956 in Iwano-Frankiwsk, Ukrainische SSR), ist ukrainischer griechisch-katholischer Bischof der Eparchie Butschatsch in der Ukraine.

## Leben
Bohdan Hryhorak, so sein Taufname, ist der Sohn von Dmytro und Anna Hryhorak. Seine Familie litt unter der Herrschaft der kommunistischen Regierung in der Ukraine und musste ihre Religion im Untergrund ausüben. Seelsorgerisch wurden sie von den Basilianern des hl. Josaphat betreut. Er besuchte von 1963 bis 1973 eine Allgemeinbildende Schule in Iwano-Frankiwsk und wechselte dann an eine Hochschule. Er absolvierte am Institut für Öl und Gas ein Ingenieurstudium und schloss dieses 1978 als Ingenieur (grad.) ab, dann arbeitete er in unterschiedlichen Firmen als Konstrukteur. 
1981 nahm Bohdan Hryhorak Verbindung zu den Patres und Mönchen der Basilianer und Studiten auf und trat am 14. Oktober 1989 in die Ordensgemeinschaft der Basilianer des hl. Josaphat ein. 1990 legte er sein ewiges Ordensgelübde ab. Als Ordensnamen wählte er Dimitrios, dieser geht auf den Heiligen Dimitrios (Demetrios) von Thessaloniki (* 3. Jahrhundert; † um 306), einen Heiligen der orthodoxen Kirchen und der römisch-katholischen Kirche, zurück. Von 1991 bis 1996 studierte er am Priesterseminar der Basilianer in Iwano-Frankiwsk und schloss sein Theologiestudium an der Katholischen Universität Lublin (Polen) als Master der Ekklesiologie ab. Er wurde am 21. September 1992 zum Diakon geweiht, seine Priesterweihe empfing er am 25. Oktober 1992 durch Bischof Sofron Dmyterko OSBM (Erzeparchie Iwano-Frankiwsk). Danach war er im pastoralen Dienst in Iwano-Frankiwsk tätig und wurde dann zum Prior des Klosters St. Basilius der Große in Luzk berufen.
Nach dem Rücktritt des amtierenden Bischofs Irynej Bilyk OSBM setzte ihn Papst Benedikt XVI. am 28. Juli 2007 zum Apostolischen Administrator sede vacante et ad nutum Sanctae Sedis von Butschatsch ein. Am 23. Juli 2011 bestätigte Papst Benedikt XVI. die von der Synode der Ukrainischen Griechisch-Katholischen Kirche getroffene Wahl Pater Hryhoraks zum Bischof von Butschatsch. Am 18. September 2011 wurde er von Großerzbischof Swjatoslaw Schewtschuk sowie den Bischöfen Wassyl Semenjuk (Ternopil) und Sofron Stefan Mudry OSBM (Iwano Frankiwsk) zum Bischof konsekriert.